# ヤコヴ・ゴトヴァツ

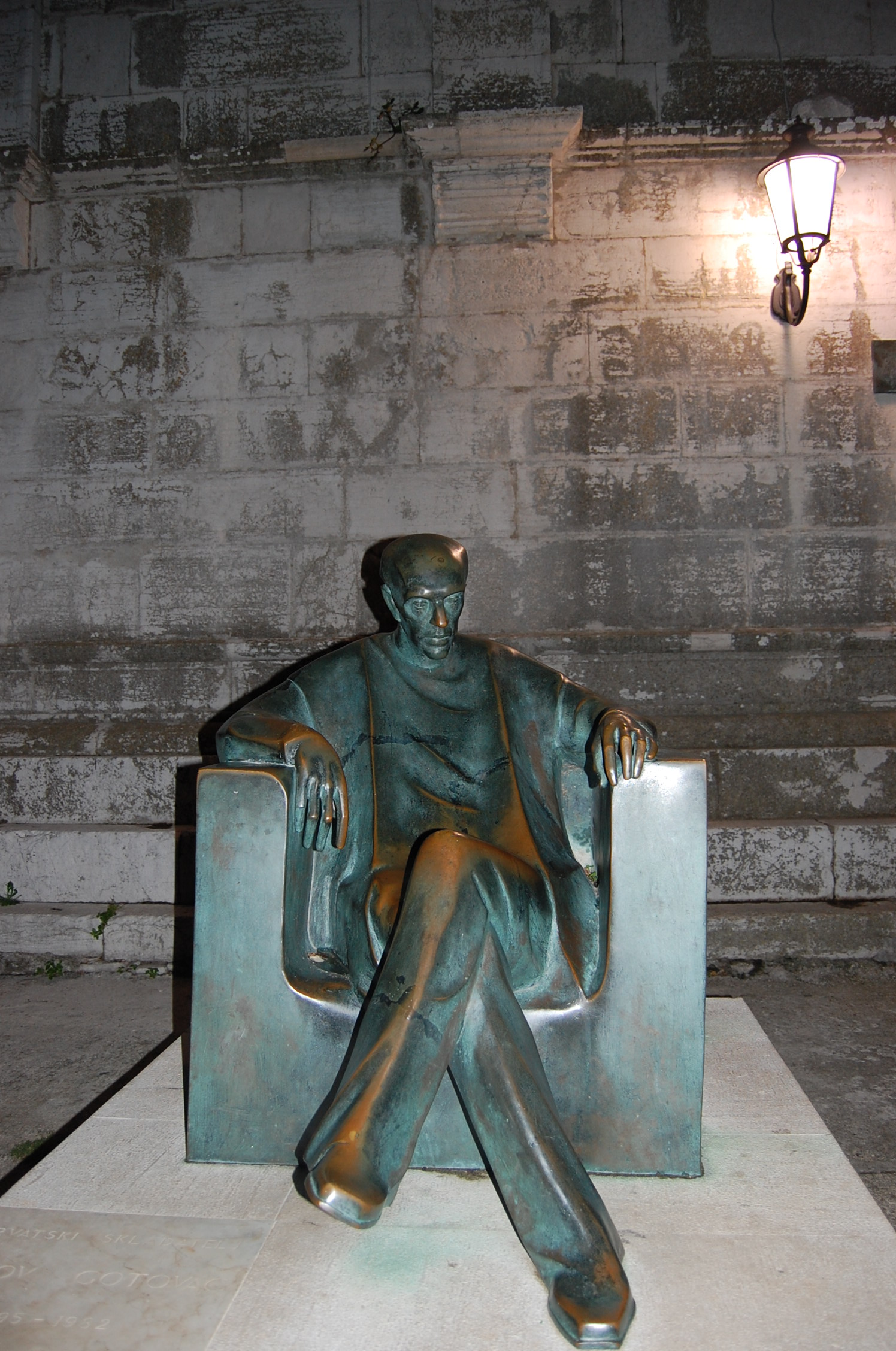
ゴトヴァツ像（マリヤ・ウイェヴィッチ＝ガレトヴィッチ作）

ヤコヴ・ゴトヴァツ（Jakov Gotovac、1895年10月11日 - 1982年10月16日）は、クロアチアの作曲家。
スプリト出身。ザグレブで法律を学んでいたが、1920年に作曲に転向し、ウィーンに留学。帰国後の1922年にシベニクでフィルハーモニア協会を設立。翌年にサグレブに移動し、クロアチア国立劇場でオペラの指揮をしたりするなど、作曲家・指揮者として終生ウィーンで活動した。主な作品にオペラ「いたずら者エロ」があり、5つの大陸で演奏され、9つの言語に翻訳され、ヨーロッパだけでも80を超える劇場で上演された。他に「交響的コロ」などの管弦楽、ピアノ曲、歌曲など多数の作品がある。作風は民謡を創作の源とした後期国民楽派である。